# Константин Косинский (преподобный)
Константин Косинский (ум. после 1240) —  преподобный Русской православной церкви, игумен Косинского монастыря. 

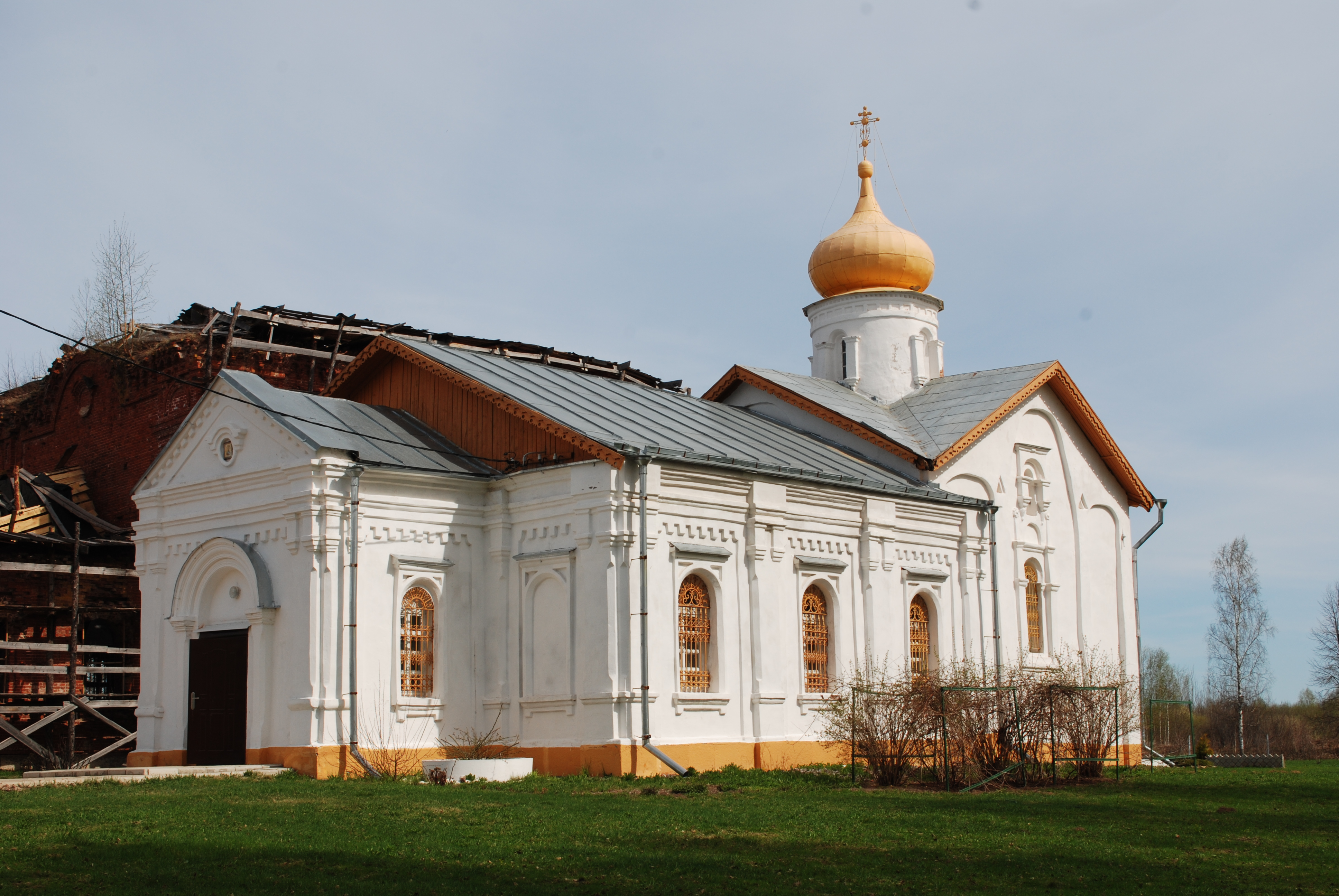
Косинский монастырь

В самом конце XII века он переселился из новгородского монастыря Варлаама Хутынского в уединенное место на слиянии рек Полисты и Снежны, в трёх верстах от города Старая Русса и основал Koсинский Свято-Николаевский монастырь, в котором был первым игуменом. Вместе с ним все это время был его ближайший друг и сподвижник Косма Косинский, который также был впоследствии причислен к лику святых.
Константин Косинский скончался 29 июля 1240 года; умирая он хотел передать игуменство Косме, но тот отказался от этого звания и продолжал подвижническую жизнь простым иноком. Мощи отца Константина покоятся под спудом Косинского монастыря. 
Память 29 июля и в Соборе Новгородских святых - в 3-ю Неделю по Пятидесятнице.